# Чемпионат России по лёгкой атлетике в помещении 2020
Чемпионат России по лёгкой атлетике в помещении 2020 года прошёл 25—27 февраля в Москве в манеже ЛФК «ЦСКА». На протяжении 3 дней были разыграны 24 комплекта медалей.
31 января 2020 года Министерство спорта Российской Федерации приостановило на месяц государственную аккредитацию Всероссийской федерации лёгкой атлетики. Причиной послужили нарушения чиновников федерации, допущенные в ходе допингового дела Данила Лысенко. Из-за указанных нарушений совет World Athletics в ноябре 2019 года в очередной раз продлил отстранение российских легкоатлетов от международных стартов, начатое в ноябре 2015 года. В январе 2020 года ВФЛА отправила объяснения по ситуации с делом Лысенко, которые не удовлетворили Athletics Integrity Unit (независимый орган, рассматривающий допинговые дела) — тот рекомендовал совету World Athletics полностью исключить российскую федерацию из числа своих членов.
Таким образом, ВФЛА не имела полномочий для организации зимнего чемпионата России 2020 года из-за отсутствия аккредитации. В то же время, Минспорт в официальном пресс-релизе отдельно подчеркнул, что данное решение «не повлияет на целостность всероссийских и межрегиональных соревнований».
Чемпионат России по многоборьям в помещении проводился отдельно 16—18 февраля в Кирове.

## Призёры

### Мужчины
| Дисциплина       | Золото                                                                                        | Золото  | Серебро                                                                | Серебро | Бронза                                                                                     | Бронза  |
| ---------------- | --------------------------------------------------------------------------------------------- | ------- | ---------------------------------------------------------------------- | ------- | ------------------------------------------------------------------------------------------ | ------- |
| 60 м             | Дмитрий Хомутов Краснодарский край                                                            | 6,70    | Руслан Перестюк Краснодарский край                                     | 6,71    | Дмитрий Лопин Краснодарский край Самарская область                                         | 6,72    |
| 400 м            | Михаил Филатов Санкт-Петербург                                                                | 47,11   | Андрей Кухаренко Санкт-Петербург                                       | 47,16   | Максим Федяев Московская область Курская область                                           | 47,44   |
| 800 м            | Константин Холмогоров Москва Пермский край                                                    | 1.48,56 | Николай Вербицкий Московская область Бурятия                           | 1.49,38 | Сергей Дубровский Московская область Белгородская область                                  | 1.49,66 |
| 1500 м           | Константин Плохотников Краснодарский край                                                     | 3.44,70 | Николай Горин Москва Мордовия                                          | 3.44,72 | Евгений Кунц Москва Алтайский край                                                         | 3.45,01 |
| 3000 м           | Владимир Никитин Москва Пермский край                                                         | 7.48,15 | Анатолий Рыбаков Кемеровская область                                   | 7.54,78 | Евгений Рыбаков Кемеровская область                                                        | 7.54,86 |
| 60 м с барьерами | Константин Шабанов Москва Псковская область                                                   | 7,67    | Семён Манаков Татарстан                                                | 7,85    | Сергей Солодов Санкт-Петербург                                                             | 7,85    |
| Прыжок в высоту  | Илья Иванюк Брянская область Смоленская область                                               | 2,33 м  | Никита Анищенков Москва Челябинская область                            | 2,28 м  | Михаил Акименко Москва Кабардино-Балкария                                                  | 2,24 м  |
| Прыжок с шестом  | Тимур Моргунов Челябинская область Московская область                                         | 5,65 м  | Георгий Горохов Москва Брянская область                                | 5,55 м  | Илья Мудров Московская область Ярославская область                                         | 5,55 м  |
| Прыжок в длину   | Анатолий Ряполов Краснодарский край                                                           | 8,01 м  | Артём Примак Краснодарский край Хабаровский край                       | 7,93 м  | Фёдор Кисельков Московская область Приморский край                                         | 7,82 м  |
| Тройной прыжок   | Дмитрий Чижиков Москва                                                                        | 16,77 м | Денис Обёртышев Краснодарский край Самарская область                   | 16,60 м | Александр Юрченко Московская область Самарская область                                     | 16,56 м |
| Толкание ядра    | Максим Афонин Москва Московская область                                                       | 20,62 м | Павел Деркач Москва Нижегородская область                              | 20,47 м | Максим Сидоров Московская область                                                          | 20,08 м |
| Эстафета 4×400 м | Санкт-Петербург · Максим Рафилович · Андрей Кухаренко · Константин Прокофьев · Михаил Филатов | 3.09,28 | Москва · Дмитрий Ефимов · Андрей Ефремов · Иван Логинов · Фёдор Иванов | 3.11,84 | Московская область · Егор Филиппов · Владимир Лысенко · Сергей Дубровский · Леонид Карасёв | 3.11,87 |

### Женщины
| Дисциплина       | Золото                                                                                 | Золото  | Серебро                                                                         | Серебро | Бронза                                                                                             | Бронза  |
| ---------------- | -------------------------------------------------------------------------------------- | ------- | ------------------------------------------------------------------------------- | ------- | -------------------------------------------------------------------------------------------------- | ------- |
| 60 м             | Кристина Макаренко Москва                                                              | 7,09    | Кристина Хорошева Пензенская область Тульская область                           | 7,44    | Олеся Солдатова Краснодарский край                                                                 | 7,45    |
| 400 м            | Антонина Кривошапка Москва Волгоградская область                                       | 52,02   | Полина Миллер Краснодарский край Алтайский край                                 | 52,39   | Екатерина Реньжина Москва Тульская область                                                         | 52,44   |
| 800 м            | Александра Гуляева Москва Ивановская область                                           | 2.01,83 | Светлана Улога Татарстан                                                        | 2.04,14 | Екатерина Купина Курская область                                                                   | 2.05,13 |
| 1500 м           | Елена Коробкина Москва Липецкая область                                                | 4.10,62 | Анна Щагина Москва                                                              | 4.11,88 | Дина Александрова Курская область                                                                  | 4.13,04 |
| 3000 м           | Елена Коробкина Москва Липецкая область                                                | 8.50,99 | Анна Щагина Москва                                                              | 8.52,53 | Екатерина Ивонина Московская область Пермский край                                                 | 8.55,56 |
| 60 м с барьерами | Анастасия Николаева Московская область Самарская область                               | 8,19    | Анна Ватропина Татарстан                                                        | 8,35    | Мария Аглицкая Москва                                                                              | 8,35    |
| Прыжок в высоту  | Мария Ласицкене Московская область Кабардино-Балкария                                  | 2,00 м  | Анна Чичерова Москва Ростовская область                                         | 1,91 м  | Кристина Королёва Липецкая область Кемеровская область                                             | 1,88 м  |
| Прыжок с шестом  | Анжелика Сидорова Москва Чувашия                                                       | 4,92 м  | Полина Кнороз Москва Санкт-Петербург                                            | 4,65 м  | Ангелина Жук-Краснова Москва Иркутская область                                                     | 4,60 м  |
| Прыжок в длину   | Елена Соколова Москва Белгородская область                                             | 6,48 м  | Юлия Пидлужная Свердловская область                                             | 6,42 м  | Вероника Семашко Санкт-Петербург                                                                   | 6,41 м  |
| Тройной прыжок   | Наталья Евдокимова Москва                                                              | 14,16 м | Екатерина Конева Краснодарский край Хабаровский край                            | 14,13 м | Валентина Косолапова Волгоградская область Москва                                                  | 13,85 м |
| Толкание ядра    | Анна Авдеева Самарская область                                                         | 17,50 м | Алёна Гордеева Москва Тверская область                                          | 17,09 м | Евгения Соловьёва Московская область Челябинская область                                           | 16,93 м |
| Эстафета 4×400 м | Санкт-Петербург · Ксения Мосолова · Полина Кондрашова · Любовь Семёнова · Вера Алымова | 3.38,75 | Москва · Анна Попова · Виктория Цыганова · Дарья Тихонова · Екатерина Вахрушева | 3.38,83 | Новосибирская область · Александра Тимофеева · Ольга Палиенко · Ксения Руденко · Анастасия Брагина | 3.39,04 |

## Чемпионат России по многоборьям
Чемпионы страны в мужском семиборье и женском пятиборье определились 16—18 февраля 2020 года в Кирове в легкоатлетическом манеже «Вересники». 22-летний Артём Макаренко во второй раз карьере стал чемпионом России в помещении. По ходу зимнего сезона 2020 года он ярко проявил себя в беге на 60 метров с барьерами, установив высокий личный рекорд — 7,55. В Кирове Макаренко реализовал себя и в многоборье: по сумме семи видов он набрал 6320 очков, показав третий результат в истории России. Ранее только Лев Лободин (6412 очков) и Илья Шкуренёв (6353 очка) устанавливали более высокие личные достижения. Победная сумма сложилась из следующих результатов в отдельных видах: 60 м — 6,75, длина — 7,64 м, ядро — 14,33 м, высота — 2,06 м, 60 м с/б — 7,72, шест — 4,80 м, 1000 м — 2.40,57. Отрыв чемпиона от серебряного призёра Сергея Тимшина составил 526 очков — наибольшее значение в истории зимних чемпионатов страны.
Александра Бутвина в четвёртый раз в карьере стала победителем зимнего первенства в пятиборье. Таким образом, по количеству чемпионских титулов она вышла на чистое первое место среди женщин и повторила достижение Александра Погорелова. По количеству призовых мест ей удалось улучшить собственный абсолютный рекорд: начиная с 2011 года, Бутвина в восьмой раз оказалась на пьедестале. В 2020 году для победы оказалось достаточно суммы 4259 очков — наименьшей среди всех чемпионок России, начиная с 1992 года.

### Мужчины
| Дисциплина | Золото                                   | Золото     | Серебро                               | Серебро   | Бронза                             | Бронза     |
| ---------- | ---------------------------------------- | ---------- | ------------------------------------- | --------- | ---------------------------------- | ---------- |
| Семиборье  | Артём Макаренко Москва Красноярский край | 6320 очков | Сергей Тимшин Москва Липецкая область | 5794 очка | Степан Кекин Москва Омская область | 5757 очков |

### Женщины
| Дисциплина | Золото                                                | Золото     | Серебро                                   | Серебро   | Бронза                                                   | Бронза     |
| ---------- | ----------------------------------------------------- | ---------- | ----------------------------------------- | --------- | -------------------------------------------------------- | ---------- |
| Пятиборье  | Александра Бутвина Ростовская область Санкт-Петербург | 4259 очков | Марина Пшичкина Москва Пензенская область | 4201 очко | Анастасия Николаева Московская область Самарская область | 3999 очков |